# 斧麗脂鯉
斧麗脂鯉，為輻鰭魚綱脂鯉目脂鯉亞目脂鯉科的其中一個種，為熱帶淡水魚，分布於南美洲 巴西巴伊亞Pardo河流域，體長可達6公分，棲息在沙石底質水域，生活習性不明。

## 扩展阅读
- 維基物種上的相關：斧麗脂鯉